# 哈兹拉特苏丹清真寺
哈兹拉特苏丹清真寺是哈萨克斯坦首都努尔苏丹的一座清真寺。由努尔苏丹·纳扎尔巴耶夫命名为哈兹拉特苏丹，意为“神圣的苏丹”。哈兹拉特苏丹也是霍贾·艾哈迈德·亚萨维的尊称。

## 简介
该清真寺于2009年6月动工，2012年7月6日12时30分正式启用，其间还发生过造成1人死亡的火灾。属于传统的伊斯兰风格建筑，大量使用了哈萨克族装饰图案。殿堂地面全部用整洁的大理石铺就，地上铺满各式花毯。
哈兹拉特苏丹清真寺占地面积超过11公顷，拥有可容纳745辆汽车的开放式停车场，以及5座大型喷泉，建筑面积17700平方米，可容纳5000人至1万人同时做礼拜。该清真寺对游客开放，寺内专门为女游客提供了着装，参观的女士可以在门口处穿上长袍和披肩。清真寺大楼分三层，分别有礼拜大厅，图书馆，新媒体设备齐全的教室和用于开斋和慈善晚宴等宗教活动的餐厅等设施。